# 南盛镇
南盛镇，是中华人民共和国广东省云浮市云城区下辖的一个乡镇级行政单位。
2014年9月9日，国务院批复同意广东省调整云浮市部分行政区划，将原云安县的南盛镇划归云城区管辖。

## 行政区划
南盛镇下辖以下地区：
南盛社区、料洞村、横岗村、四坑村、黎明村、益南村、大枧村、枧岭村、七洞村、大窝村、桐岗村、铁场村、小洞村、大围村、鹅公田村和众坪村。